# Windows Experience Index
Windows Experience Index е рейтинг на производителността на системата за операционната система Windows Vista, а вече и в Windows 7.
Рейтингът на производителноста на системата е ново приложение създадено специално за Windows Vista и Windows 7. То е проектирано в помощ на потребителите на тази операционна система и прави оценка на работата на компютъра. Рейтингът може да послужи за вземане на решения при закупуване на нов компютър, при надграждане на стария компютър или при закупуване на нов софтуер.
Скалата на рейтинга варира от 1.0 до 5.9 (В Windows 7 оценките са от 1.0 до 7.9), като по-високите стойности на рейтинга означават по-добра работа на Vista (И вече Windows 7) с дадения персонален компютър. Рейтингът се формира по следните пет показателя:
- централен процесор – изчисления за секунда
- памет – операции за секунда
- графика – производителност на видеокартата
- игри – производителност, за игри и бизнес приложения
- първичен твърд диск – скорост на четене и запис на информация върху диска

Основните нива на рейтинга Windows Experience Index са следните:
| Рейтинг              | Приложения                                                                                   |
| 1.0 – 1.9 /(1.0-2.9) | Може да се изпълняват основни приложения, да се ползва интернет, електронна поща, малки игри |
| 2.0 – 2.9 /(3.0-3.9) | По-добро от 1-во ниво, но не достатъчно                                                      |
| 3.0 – 3.9 /(4.0-4.9) | Средна производителност                                                                      |
| 4.0 – 4.9 /(5.0-6.0) | Много добра производителност                                                                 |
| 5.0 – 5.9 /(6.0-7.9) | Отлична производителност на приложения, игри и мултимедия                                    |

(Оценките в скобите са за Windows Experience Index в Windows 7 beta!